# Kopanica

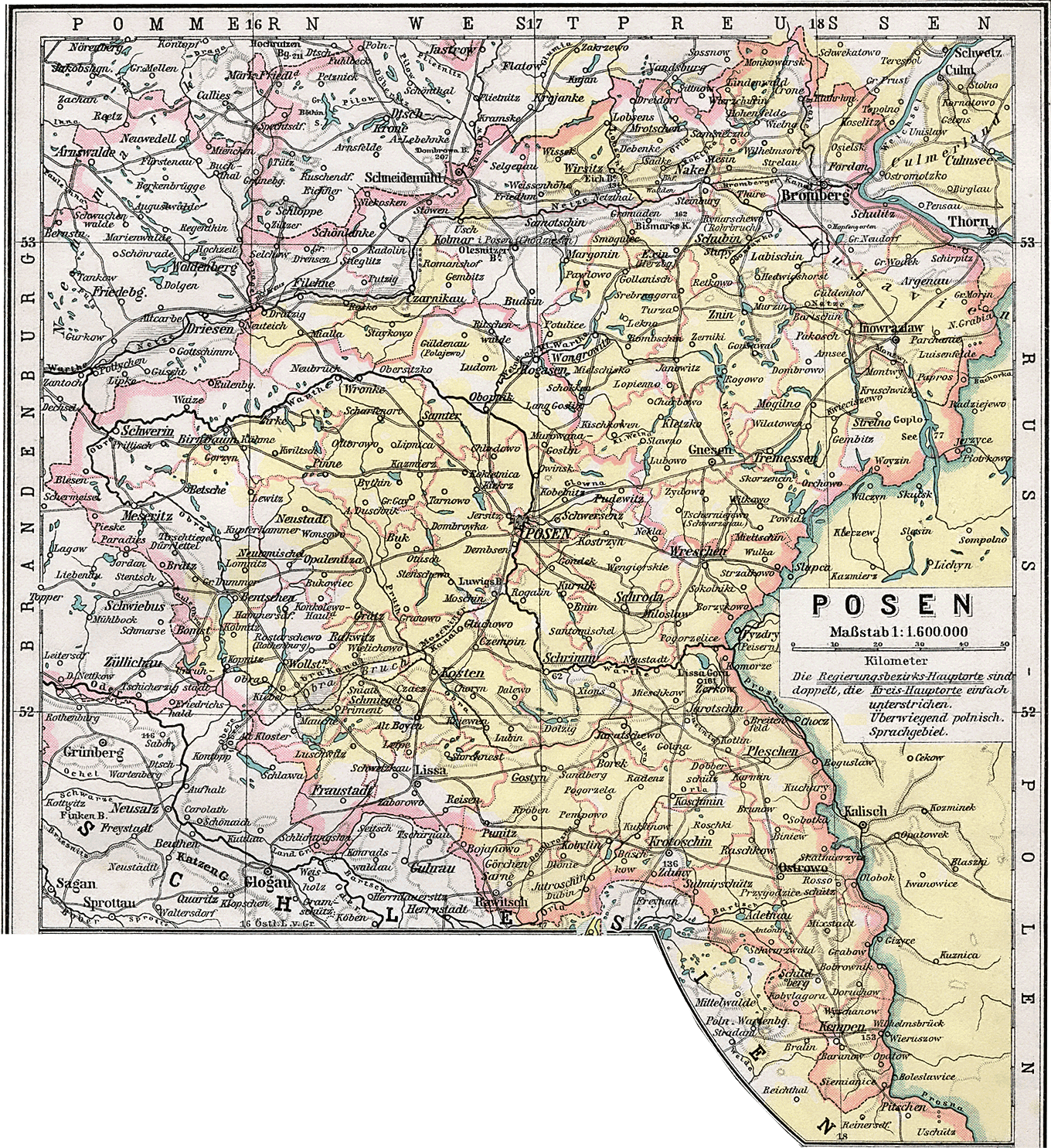
Kopnitz an der Obra, östlich der Stadt Züllichau und südwestlich der Stadt Posen auf einer Landkarte der Provinz Posen von 1905 (gelb markierte Flächen kennzeichnen Gebiete mit seinerzeit mehrheitlich polnischsprachiger Bevölkerung).

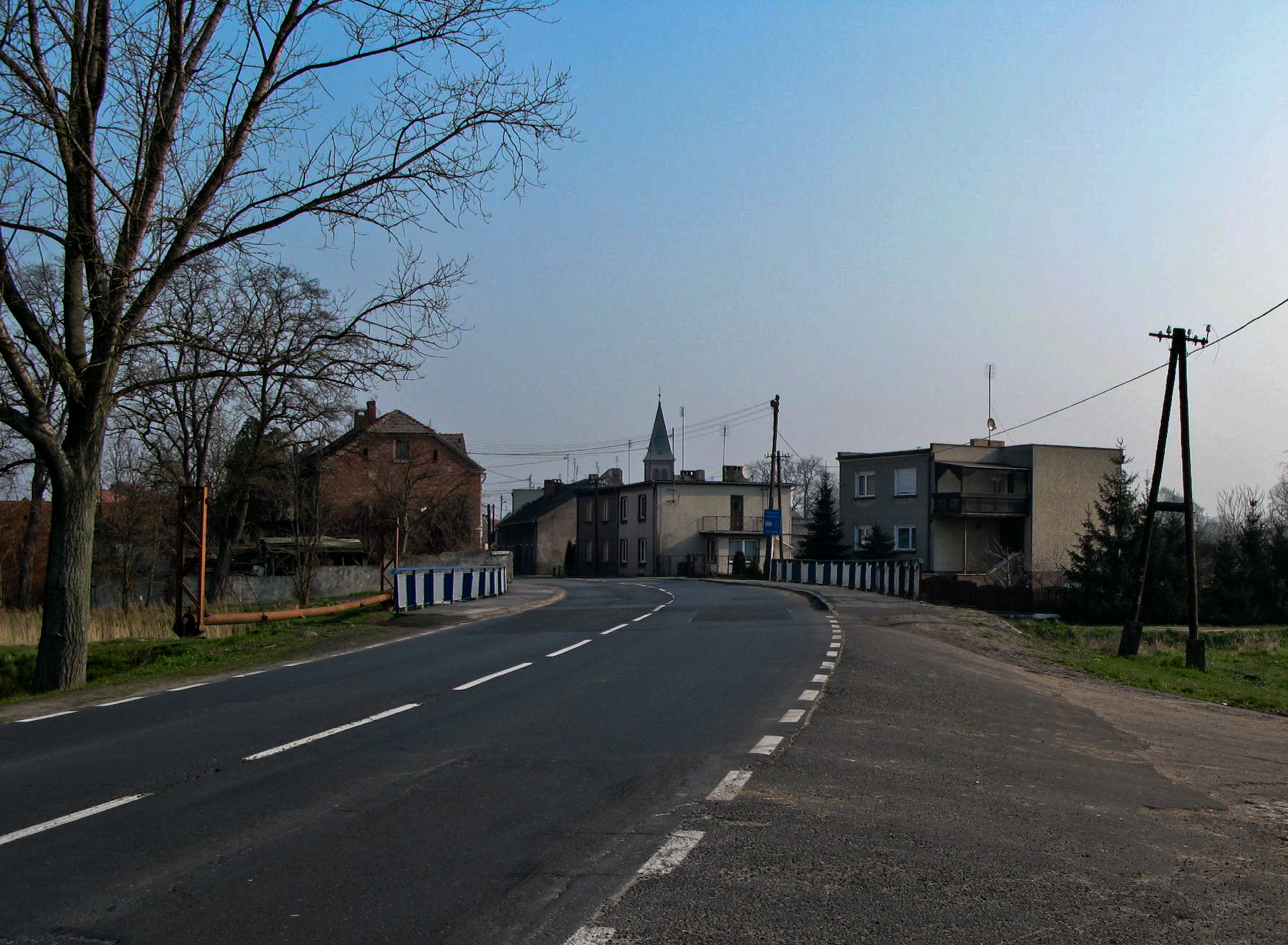
Ehemalige Grenzbrücke in Kopanica

Kopanica (deutsch: Kopnitz) ist ein Dorf, das zur Gemeinde Siedlec in Polens Woiwodschaft Großpolen gehört. Der Ort hatte bis 1934 Stadtrechte.

## Geographische Lage
Der Ort liegt in der historischen Region Posen an der Obra, etwa sieben Kilometer südwestlich von Siedlec,  13 Kilometer westlich von Wolsztyn (Wollstein), 20 Kilometer östlich von Sulechów (Züllichau) und  80  Kilometer südwestlich der Stadt Posen.

## Geschichte
Von 1479 bis 1934 hatte Kopanica die Stadtrechte. Im 18. und 19. Jahrhundert brannte die Stadt mehrfach nieder.
Bis zum Ende des  Ersten Weltkriegs gehörte Kopnitz zum Kreis Bomst, Regierungsbezirk Posen, der preußischen Provinz Posen des Deutschen Reichs. Nach Kriegsende wurde die Stadt trotz ihrer deutschen Bevölkerungsmehrheit und ihrer unmittelbaren Grenzlage Polen zugeschlagen. In der Zwischenkriegszeit war es die kleinste Stadt der Zweiten Polnischen Republik. Direkt bei Kopanica befand sich ein Grenzübergang an der deutsch-polnischen Grenze. Nach dem Zweiten Weltkrieg wurde die deutschsprachige Bevölkerung von der örtlichen polnischen Verwaltungsbehörde nach Westen vertrieben.

### Demographie
| Jahr | Einwohnerzahl | Anmerkungen |
| ---- | ------------- | --- |
| 1797 | 380           | zum Teil Polen |
| 1800 | 460           | 86 Wohnhäuser, u. a. 8 Juden |
| 1816 | 657           | [ 1 ] |
| 1837 | 825           | [ 1 ] |
| 1843 | 898           | katholische und evangelische Kirche |
| 1861 | 1040          | 120 Wohnhäuser |
| 1867 | 1072          | am 3. Dezember |
| 1871 | 983           | darunter 440 Evangelische, 540 Katholiken, zehn Juden (100 Polen); nach anderen Angaben 983 Einwohner, davon 460 Evangelische, 508 Katholiken, 15 Juden |
| 1885 | 912           | davon 522 Katholiken, 380 Evangelische und 10 Juden, in 124 Wohngebäuden                                                                                |
| 1900 | 831           | [ 5 ] |
| 1905 | 850           | davon 525 Katholiken, 322 Evangelische in 125 Wohngebäuden (629 Deutsche, 221 Polen)                                                                    |

## Sehenswürdigkeiten
- Katholische Kirche Mariä Himmelfahrt, 1885 an Stelle einer älteren Kirche im neugotischen Stil erbaut
- Ehemalige evangelische Kirche, 1858–1859 im neuromanischen Stil erbaut